# اسکیت سرعت
این مقاله در مورد اسکیت سرعت روی یخ می‌باشد.
اسکیت سرعت ( ورزش اسکیت سرعت ) (به انگلیسی: Speed skating) یا یخماله سرعت ورزش رقابتی است که در آن شرکت کنندگان ( اسکیت بازان سرعتی ) یک فاصله مشخص را با استفاده از کفش اسکیت یخ Ice Skate طی می‌کنند. این ورزش انواع
مختلفی بر مبنای مسافت طی شده دارد . می‌توان از اسکیت سرعت مسیر بلند، مسیر کوتاه و ماراتون نام برد. در المپیک اسکیت سرعت مسیر بلند تنها اسکیت سرعت Speed Skating و اسکیت سرعت مسیر کوتاه را
با عنوان مسیر کوتاه ( short track ) می‌خوانند.
تاریخچه
ریشه‌های تاریخی ورزش اسکیت سرعت به بیش از هزارسال باز می گردد ، در کشورهای اسکاندیناوی، اروپای شمالی و هلند ؛ جایی که افراد بومی برای حر کت بر روی رودخانه ها، کانال‌های آب و دریاچه‌های یخ زده ، به زیر کفش‌های خود استخوان حیوانات را می بستند .